# 2-硝基-1,3-苯二酚
2-硝基-1,3-苯二酚（2-nitroresorcinol）是一种有机化合物，分子式C6H5NO4，作为一种工业原料主要用于酸性偶氮染料，医药，大环冠醚的合成，还可用做彩色相片显影剂的稳定剂。2-硝基-1,3-苯二酚在酸溶液中显黄色，在碱溶液中显红色，颜色变化pH范围为5.4-7.4，可用作酸碱指示剂。